# ميخائيل كيد
ميخائيل كيد (بالإنجليزية: Michael Kidd)‏ هو مصمم رقص ومخرج وممثل أمريكي، ولد في 12 أغسطس 1915 في الولايات المتحدة، وتوفي في 23 ديسمبر 2007 بلوس أنجلوس في الولايات المتحدة بسبب سرطان. من الجوائز التي نالها Tony Award for Best Choreography ‏ سنة 1947.

## أعمال

### أفلام
- (1969) مرحبا دوللي

## جوائز وترشيحات
جوائز
- Tony Award for Best Choreography [الإنجليزية]‏ (1947)

ترشيحات
- جائزة توني عن فئة أفضل إخراج لمسرحية موسيقية [الإنجليزية]‏ (1960)
- جائزة توني عن فئة أفضل إخراج لمسرحية موسيقية [الإنجليزية]‏ (1971)
- جائزة توني عن فئة أفضل إخراج لمسرحية موسيقية [الإنجليزية]‏ (1993)

## وصلات خارجية
- ميخائيل كيد على موقع IMDb (الإنجليزية)
- ميخائيل كيد على موقع ألو سيني (الفرنسية)
- ميخائيل كيد على موقع أول موفي (الإنجليزية)
- ميخائيل كيد على موقع قاعدة بيانات برودواي على الإنترنت (الإنجليزية)
- ميخائيل كيد على موقع قاعدة بيانات برودواي على الإنترنت (الإنجليزية)
- ميخائيل كيد على موقع قاعدة بيانات الأفلام السويدية (السويدية)
- ميخائيل كيد على موقع إن إن دي بي (الإنجليزية)
- ميخائيل كيد على موقع ديسكوغز (الإنجليزية)
- ميخائيل كيد على موقع قاعدة بيانات الفيلم (الإنجليزية)
- ميخائيل كيد على موقع كينوبويسك (الروسية)